# Европол
Европейска полицейска служба (съкратено Европол) е правоприлагащата агенция на ЕС, чиято задача е да допринесе за по-голяма безопасност в Европа, като подпомага правоприлагащите органи в страните от Съюза. Седалището ѝ е в Хага, Нидерландия.
Има за цел да координира дейността на полицейските служби на европейските държави в предотвратяването и борбата им с тежката международна организирана престъпност. Акценти в работата на Европол са борбата с тероризма, превенция на нелегалната търговия с оръжие, борба с наркотрафика, детската порнография и прането на пари.
Реалната дейност на Европол започва от 1 юли 1999 г. Управителният съвет на организацията е съставен от по един член на всички страни-членки. Финансовият контрол на организацията се осъществява от лице, посочено от Управителния съвет. Първият директор на организацията е немският юрист Юрген Щорбек. От април 2009 г. директор на Европол е Роб Уейнрайт (Rob Wainwright).
На 1 януари 2010 г. Европол е реформирана като пълноправна агенция на ЕС. Това увеличава възможностите на Европол събира криминална информация, а на Европейския парламент – да контролира дейността и бюджета на Европол.